# Siphonophora corynetes
Siphonophora corynetes är en mångfotingart som beskrevs av Chamberlin 1923. Siphonophora corynetes ingår i släktet Siphonophora och familjen Siphonophoridae. Inga underarter finns listade i Catalogue of Life.